# Гено Борис Олегович
Бори́с Оле́гович Гено (16 серпня 1993, Миколаїв, Україна — 17 червня 2015, Красногорівка, Мар'їнський район, Донецька область, Україна) — український військовик, солдат Збройних сил України, учасник російсько-української війни.

## Життєпис
Народився 16 серпня 1993 року у Миколаєві. Навчався у місцевій школі № 56. У 2011 році закінчив Миколаївський професійний промисловий ліцей за фахом «Взуттьовик з ремонту взуття; взуттьовик з індивідуального пошиття взуття».
Після завершення навчання в ліцеї проходив строкову службу в Збройних силах України у військовій частині А2215 в місті Бориспіль рядовим солдатом. Демобілізувався 18 квітня 2013 року, працював за фахом.
У вересні 2014 року добровільно долучився до лав Збройних сил України і відправився у зону АТО, куди прибув у складі одеської 28-ї окремої гвардійської механізованої бригади. Служив майстром групи регламенту та ремонту зенітного ракетно-артилерійського дивізіону.
У ніч на 17 червня 2015 року загинув поблизу міста Красногорівка: розвідники потрапили під кулеметний обстріл терористів, відійшли до лісосмуги, де підірвалися на протипіхотній міні. Тоді ж загинув молодший сержант Володимир Мельников.
Похований в Миколаєві на миколаївському центральному міському кладовищі. У Бориса Гено лишилася мати.

## Нагороди
- Орден «За мужність» III ступеня (13 серпня 2015 року) — за особисту мужність і героїзм, виявлені у захисті державного суверенітету та територіальної цілісності України, вірність військовій присязі під час російсько-української війни[7].

## Увічнення пам'яті
- У Миколаївському професійному промисловому ліцеї, де навчався Борис Гено, в його пам'ять встановлено меморіальну дошку[2][8].
- Портрет Бориса Гено розміщено на меморіалі «Стіна пам'яті загиблих за Україну» у Києві (секція 7, ряд 1, місце 25)[5].